# Daugavastadion
Het Daugavastadion is een multifunctioneel stadion in Riga, de hoofdstad van Letland. Het stadion wordt vooral gebruikt voor voetbal- en atletiekwedstrijden. In het stadion is plaats voor 5.083 toeschouwers. Het nationale elftal speelt in dit stadion weleens internationale wedstrijden. In 1999 werd dit stadion gebruikt voor de Europese Jeugdkampioenschap atletiek.
Virslīga:
Arkādijastadion (FS METTA/Latvijas Universitāte) ·
Celtnieksstadion (BFC Daugavpils) ·
Daugavastadion (FK Daugava Daugavpils) ·
Daugavastadion (FK Liepāja) ·
Daugavastadion (FK Daugava Riga) ·
Gulbenesstadion (FB Gulbene) ·
Jelgavastadion (FK Jelgava) ·
Skontostadion (Skonto FC) ·
Slokasstadion (FK Spartaks Jūrmala) ·
Ventspilsstadion (FK Ventspils)